# San José Las Cabezas
San José Las Cabezas es una población ubicada en la parte nororiental del municipio de Oratorio Santa Rosa, en Guatemala, Centro América. El lugar se caracteriza por tener muchos afluentes acuíferos contando con una serie de manantiales ubicados en la parte norte de la comunidad y es una de las razones por las que atrajo muchos pobladores de otras comunidades durante la década de 1990. Otro de los detalles importantes es su localización sobre la Carretera Centroamericana No. 8 (CA-8) con destino a El Salvador y asentada además en un valle muy extenso que está poblado solamente en la parte norte y al pie de una cadena montañosa conocida como Las Delicias que forma parte de la Sierra Madre. Es considerada una de las poblaciones guatemaltecas con mayor desarrollo sostenible en los últimos 30 años, cuenta con servicios básicos (agua, energía eléctrica, drenajes, telefonía celular), centros educativos, acceso terrestre y un comercio bastante fluido. La población se dedica a la agricultura principalmente de subsistencia (maíz, frijol y café) y los pobladores de mejor nivel socioeconómico se dedican al comercio, la ganadería y la producción agrícola.).

## Historia
Originalmente formaba parte de la Finca La Virgen, pero luego fue desmembrada y vendida a un nuevo dueño al que le fue expropiada por el Estado de Guatemala por colaborar con El Salvador en el intento de invasión, durante el gobierno de Justo Rufino Barrios, según versiones de los pobladores más antiguos del lugar. Durante décadas esta tierra fue administrada por varias personas, contratadas por el Estado de Guatemala. Sin embargo a finales de la década de 1960, durante el gobierno de Julio César Méndez Montenegro fue entregada a una Cooperativa formada por pobladores del lugar (Originalmente trabajadores de la finca y personas que emigraron de otros lugares).
En los gobiernos subsiguientes hubo mucha inestabilidad en Guatemala provocada por el enfrentamiento armado entre el Ejército de Guatemala y la Unidad Revolucionaria Nacional Guatemalteca, por lo que fue imposible realizar la distribución de las tierras. Fue hasta el año 1984 durante el gobierno de Oscar Humberto Mejía Víctores, cuando se distribuyó a pobladores de escasos recursos, no solo de los que ya vivían en el lugar, sino a pobladores que llegaron de diferentes lugares. De esa cuenta se considera que Las Cabezas (Como se conoce comúnmente) es una comunidad de migrantes.
La distribución de tierras duró unos tres años, tiempo en el cual los pobladores recibieron una parcela de 8 manzanas y un lote de 40 metros cuadrados aproximadamente en el área más urbanizada del lugar. Emigraron entonces pobladores, principalmente de diferentes comunidades de Jutiapa (Jalpatagua, Santa Catarina Mita, Quesada, Moyuta y Comapa).
En el año 1990 durante la administración municipal de don Luis Lemus, se introdujo el servicio de agua potable en la población, aprovechando la riqueza acuífera del lugar. Aunque ya se contaba con una pequeña distribución de agua, la mayor parte de los pobladores carecían del vital líquido. Este hecho ocasionó una nueva migración masiva de pobladores de diferentes comunidades, entre ellas de Jutiapa, Jalpatagua y Comapa del departamento de Jutiapa, y de Ixhuatán, Cuilapa y de otras comunidades de Oratorio por el departamento de Santa Rosa. Durante toda la década de 1990 continuó emigrando pobladores inclusive de la Ciudad de Guatemala, de la parte occidental del país e inclusive de Petén, atraídos por la ubicación, el agua y los bajos precios de la tierra. Esa compra convulsiva de tierras en la población hizo que los precios ascendieran de mil quetzales (1990) a treinta mil quetzales o más a principios de la década del 2000.
La población tuvo un desarrollo constante en el transcuro de 20 años (1985 a 2005)al punto de compararse con el desarrollo obtenido en más de cien años de la cabecera municipal de Oratorio. Esto debido a la simbiósis ocasionada por la relación de pobladores de diferentes lugares, y la abundancia de agua.

## Datos generales

### Distancias y colindancias
La Comunidad de San José Las Cabezas se encuentra a una distancia de 10 km de la cabecera municipal de Oratorio, a 23 km de la cabecera departamental de Santa Rosa (Cuilapa) y a 88 km de la Ciudad de Guatemala, por la ruta CA-8 que es la vía más cercana a El Salvador.
Linda en la parte norte con el municipio de San José Acatempa, Jutiapa. En la parte sur con las comunidades de La Canoa y la Finca Coatepeque. En la parte oriental con la Comunidad de Las Marías y en la parte occidental con la Comunidad de El Jocotillo y la finca Los Campiros.

## Actualidad

### Producción y fuentes de ingresos
La población de esta comunidad se dedica casi en su totalidad a la producción de maíz, frijol y café. Únicamente el café es producido para comercialización en la temporada comprendida entre noviembre y enero de cada año.
En menor cantidad hay quienes se dedican al comercio. Aunque existe un comercio muy fluido especialmente en los últimos dos años, la mayoría de los negocios pertenecen a personas ajenas a la comunidad.
Una gran cantidad de personas laboran en empresas públicas y privadas de la Ciudad de Guatemala, por lo que la migración de Las Cabezas hacia la capital es bastante considerable. Además existe una gran migración hacia los Estados Unidos, lo que ha permitido que muchas personas tengan un nivel socioeconómico más aceptable.
Dentro de los servicios con que cuenta la comunidad son: Agua Potable, Drenajes, Puesto de Salud, Centros Educativos desde prepimaria hasta ciclo básico. Además cuenta con una entidad financiera, estadio de fútbol y algunas vías pavimentadas, además de la ruta principal (CA-8) que está completamente asfaltada.

### Población
La Comunidad se compone aproximadamente de unos 8,000 habitantes, la mayor parte de la población cuenta con un terreno donde vivir, sin embargo existe un porcentaje considerable de pobreza y extrema pobreza. La población es en un 99% mestiza (ladina) y un pequeño porcentaje de indígenas que han emigrado principalmente del occidente del país.

### Educación
La Comunidad cuenta con:
Preprimaria,
Primaria Jornada Matutina y Vespertina,
Básico Jornada Matutina y Vespertina,
Academia de Computación

### Personajes cabecenses
Los personajes de mayor reconocimiento de la Comunidad de San José Las Cabezas son los siguientes:
- Audy Osiel Rivera Barrera[2]: Futbolista profesional que actualmente milita en el FC Santa Lucía Cotzumalguapa de la Liga Nacional de Fútbol de Guatemala, habiendo formado parte anteriormente de los clubes: Club Social y Deportivo Xelajú Mario Camposeco, Sanarate Fútbol Club, Club Social y Deportivo Municipal, Antigua GFC, Club Social y Deportivo Suchitepéquez, Juventud Retalteca y Comunicaciones (etapa formativa) en la Liga Nacional de Fútbol de Guatemala; Antigua GFC, Deportivo Tiquisate y Nueva Concepción en la Primera División de Guatemala. Durante su larga carrera de 20 años, ha ocupado diferentes posiciones defensivas y por tanto es considerado un jugador muy polifuncional y de la preferencia de los directores técnicos, gracias a su calidad técnica, disciplina, entrega y coraje mostrado en cada una de sus participaciones. Ha obtenido dos títulos formando parte del equipo de Antigua GFC en el Torneo Apertura 2015 (Guatemala) y con Club Social y Deportivo Municipal en el Torneo Clausura 2017 (Guatemala), participó además en la Selección de fútbol de Guatemala en el año 2014. Fue condecorado en su comunidad de origen en el año 2016, llamando al Estadio de fútbol local con su nombre por acuerdo municipal.[3]

- Abel Sandoval Martínez: Alcalde Municipal de Oratorio durante 4 períodos y Diputado al Congreso de la República de Guatemala en el período de 2004 a 2008 durante el gobierno de Óscar Berger. Ha participado en diversas agrupaciones políticas desde 1991 en el Movimiento de Liberación Nacional (MLN) partido con el que no alcanzó el cargo de Alcalde Municipal. En 1993 alcanzó su objetivo con el Movimiento de Acción Solidaria (MAS) haciendo un período de 2 años y medio, posterior a ello hizo dos perídodos completos (4 años) en la Municipalidad de Oratorio postulado por el Partido de Avanzada Nacional (PAN). En el año 2003 se postuló para Diputado Distrital por Santa Rosa por la Gran Alianza Nacional (GANA) obteniendo el cargo por 4 años. En el año 2007 postulado por la GANA y en el 2012 por la alianza Unidad Nacional de la Esperanza - Gran Alianza Nacional (UNE-GANA) obtiene el cuarto y quinto períodos municipales, finalizando su consecución victoriosa en las Elecciones Generales 2015, al perder con su contendiente del Partido Patriota (PP).

- Dra. Carmen Sandoval de Corado:[4] Viceministra de Seguridad Alimentaria y Nutricional en el Ministerio de Agricultura, Ganadería y Alimentación durante el período 2009 - 2012.